# Scolecenchelys vermiformis
Scolecenchelys vermiformis är en fiskart som först beskrevs av Peters, 1866.  Scolecenchelys vermiformis ingår i släktet Scolecenchelys och familjen Ophichthidae. Inga underarter finns listade i Catalogue of Life.